# Astrid Ann Marie Pollmann
Astrid Ann Marie Pollmann (* 6. února 1968 Nieheim, Severní Porýní-Vestfálsko) je německá herečka.

## Život
Vystudovala Vysokou školu hudební, divadelní a taneční v Hannoveru. Dále pak navštěvovala herecké studium Lena Lessing (Lee Strasberg Actor's Studio). V letech 1988–1991 studovala germanistiku a filozofii na Univerzitě v Hannoveru, získala titul Magistr. Absolvovala pracovní seminář Petr Schuba na Škole tance v divadle Hannoveru, herecký seminář v New Yorku a v roce 2006 'drama maratón kurz' John Costopoulos (Actors Studio, NY).
V USA natočila reklamu na Coca colu a Twix.
Mluví německy (mateřský jazyk), anglicky (plynně), francouzsky, italsky, vestfálsky a ovládá berlínský dialekt.
Jezdí na kolečkových bruslích, zpívá (jazz) a ovládá flamenco a standardní tanec.
S Erdoganem Atalayem si zahrála v seriálu Kobra 11 v epizodách Mat (1999) a Hluboký pád (2001) a ve filmu Smrt in-line (Maximun Speed - Renn' um dein Leben!).
11 let žila s hercem Erdoganem Atalayem. 22. listopadu 2002 se jim narodila dcera Amira Pauleta Melisande. 13. srpna 2004 se Astrid Ann Marie Pollmann provdala za Erdogana Atalaye, svatba se konala v Berlíně. V březnu roku 2010 bylo oficiálně oznámeno, že se pár v roce 2009 po 11 letech rozešel a po 5 letech manželství rozvedl.
S dcerou Amirou Pauletou Melisande Pollmann žije v Berlíně.[kdy?]

## Filmografie (výběr)
- 1999: Kobra 11 (epizoda: Mat)
- 2001: Smrt in-line (Maximun Speed - Renn' um dein Leben!)
- 2001: Kobra 11 (epizoda: Hluboký pád)
- 2002: Detroit
- 2003: Die Kette
- 2004: Der Pelz
- 2008: allet berlini
- 2009: TaiChi Rettet Mich

## Divadlo (výběr)
- 1988: Blut am Hals der Katze - Theater Hannover
- 1988: Rip van Winkle - Theater Berlin
- 1990: Die Stunde da wir nichts voneinander wussten - Theater USA
- 1991: Sturm im Wasserglas - Theater USA
- 1991: Biedermann und Brandstifter - Theater USA
- 1996: Lesung "Schwarze Pumpe" zum Gedenken an Heiner Müller - Theater Berlin
- 1997-1999: Der aufhaltsame Aufstieg des Arturo Ui - Theater Berlin
- 1997-1999: Das Leben des Galilei - Theater Berlin
- 1998: Störtebecker - Theater Berlin
- 1998: Der gute Mensch von Seczuan - Theater Berlin
- 1998-1999: Herakles - Theater Berlin
- 2011: Der Untergang 2 - Theater Hamburg